# Hachi Itō
Hachi Itō (伊藤 ハチ Itō Hachi?) es una mangaka japonesa y artista de dōjinshi. 

## Carrera
Luego de graduarse de la universidad (con especialización en pintura japonesa), comenzó a trabajar en un estudio de animación. Aparte de laborar en el área de paisajes, trabajó individualmente en el manga y la ilustración.
Partiendo del 2007 en sus años escolares, "Hachishiro" comenzó su actividad en un círculo doujin. Hasta 2013, compuso obras derivadas de Munin y los juegos de Nintendo.
En publicidad comercial, su obra "Delicious Girls!" fue publicada como aparición estelar,  de octubre a diciembre de 2012 de la revista Manga Time Special (Houbunsha).  "Sumika no Sensei" se publicó en la revista homónima de febrero a agosto de 2013, también de septiembre del mismo año hasta su finalización en febrero de 2015.
Publicando obras yuri
A partir de diciembre de 2013 comienza a publicar obras yuri.  De 2014 a 2015 publicó doujinshis de la serie "Gouhou Yuri Fufu Hon", "Shuju Yuri Hon", "Haru ni oriru Yuki", "Chiyo chan no yomeiri", cuyas publicaciones tuvieron lugar en junio de 2016, en formato tankobon.
A partir de agosto de 2014, hasta julio de 2016, se publicó por vez primera como obra comercial su obra yuri "Sayuri-san no Imōto wa Tenshi" en la revista Monthly Comic Flapper de Kadokawa Shoten.
"Tsuki ga Kirei desu ne" comenzó a publicarse en la revista Comic Yuri Hime de la editorial Ichijinsha en septiembre de 2015. La edición especial del volumen 3, venía con CD Drama incluido.  Y se publicó un video promocional conmemorativo de dicha obra. Su publicación llegó a su fin en enero de 2020.
El 13 de junio de 2016 comienza a publicarse en @vitamin de Kadokawa Shoten, la subyacente serie " Go-shujin sama to Kemonomimi no Shoujo Mel " que inició siendo un doujinshi llamado "Go-shujin sama to watashi" Llegó a su fin el 23 de marzo de 2018. La serie doujinshi "Go-shujin sama to watashi" se había estado publicando desde antes de su lanzamiento en 2015, hasta la fecha actual, que marcó su finalización. Aparte, su reimpresión se publicó hasta el segundo tomo.
Participa de manera continua en antologías de obras yuri. Particularmente, en cuatro series antológicas como "Eclair Anata ni Hibiku Yuri Anthology", "Parfait Onee-loli Yuri Anthology",  "Yuri Drill", "Syrup: A Yuri Anthology", en inmumerables ocasiones.

## Personajes/estilo
Su estilo se caracteriza por su toque de belleza y delicadeza.
Sus inicios en el yuri fueron con Anpanman. Al sentir atracción por el amor fraternal entre Melonpanna y Rollpanna, comenzó a publicar obras yuri.
Crea obras con relaciones y parejas únicas maritales, de ama y sierva, con distinción de edad, etcétera. En años recientes, permanece creando varias obras con relaciones entre chicas jóvenes/mujeres mayores de edad y niñas pequeñas (Onee-loli).

## Trabajos

### Publicaciones
| Periodo               | Título                                     | Revista                                                 | Editorial       | Notas    |
| --------------------- | ------------------------------------------ | ------------------------------------------------------- | --------------- | -------- |
| 22/08-22/10/2012      | Delicious Girls!                           | Manga Time Special, octubre-diciembre de 2012           | Houbunsha       | Debut    |
| 21/12/2012-22/12/2014 | Sensei no Sumika                           | Manga Time Special, febrero de 2013-febrero de 2015     | Houbunsha       | Invitada |
| 05/07/2014-03/06/2016 | Sayuri-san no Imōto wa Tenshi              | Monthly Comic Flapper, septiembre de 2014-julio de 2016 | Kadokawa Shoten |          |
| 18/07/2015-18/11/2019 | Tsuki wa Kirei desu ne.                    | Comic Yuri Hime, septiembre de 2015-enero de 2020       | Ichijinsha      |          |
| 13/06/2016-23/03/2018 | Go-shujin sama to Kemonomimi no Shoujo Mel | @vitamin, 13/06/2016-23/03/2018 a media emisión         | Kadokawa Shoten |          |

Obras
- Delicious Girls - Houbunsha (Manga Time Special) Debut
- Sensei no Sumika - Houbunsha (Manga Time Special) Invitada especial
- Sayuri-san no Imōto wa Tenshi- Kadokawa Shoten (MF Comic Flapper Series) 4 tomos.
- Tsuki ga Kirei desu ne - Ichijinsha (Comic Yuri Hime), 6 tomos.
- Go-shujin sama to Kemonomimi no Shoujo Mel - Kadokawa Shoten (Dengeki Comic NEXT), 3 tomos.

Otras obras
| Fecha de 1ra edición | Título                                                      | Editorial  | Marca           | Contenido                              | ISBN                   | Notas                                                |
| -------------------- | ----------------------------------------------------------- | ---------- | --------------- | -------------------------------------- | ---------------------- | ---------------------------------------------------- |
| 30/04/2015           | The Kindred Spirits of the Roof (Side A: Another Yuritopia) | Shinshokan | Hirari Comics   | Capítulos del 1 al 4 + Bonus           | ISBN 978-4-403-67169-2 | Comisiones                                           |
| 18/05/2016           | Gouhou Fufu Yuri Hon                                        | Ichijinsha | Comic Yuri Hime | Capítulos del 1 al 4 (a y b)           | ISBN 978-4-7580-7542-8 | Salió como doujinshi con ilustración para capítulo 4 |
| 18/05/2016           | Chiyo chan no Yomeiri                                       | Ichijinsha | Comic Yuri Hime | One-shote de 3 capítulos e ilustración | ISBN 978-4-7580-7543-5 | Salió como doujinshi                                 |

### Obras completas
| Fecha de 1.ª edición | Título                                                                                       | Revista                                                 | Editorial       | Reimpresión                |
| -------------------- | -------------------------------------------------------------------------------------------- | ------------------------------------------------------- | --------------- | -------------------------- |
| 29/03/2014           | Haru no Minuette                                                                             | Pure Yuri Anthology Hirari, vol. 13                     | Shinshokan      | Doujinshi yuri recopilados |
| 30/04/2014           | Shiroyuri to Halcyon                                                                         | Hirari Ressatsu Bukatsu Joshi Anthology Houkago! Vol. 2 | Shinshokan      | Doujinshi yuri recopilados |
| 30/07/2014           | Kami no sumu mori                                                                            | Pure Yuri Anthology Hirai, vol. 14                      | Shinshokan      | Doujinshi yuri recopilados |
| 04/08/2014           | Hanada-ke no Fushigi sanshimai                                                               | Manga Club, septiembre de 2014                          | Takeshobo       |                            |
| 26/11/2016           | Usagi no Bel to Ookami san                                                                   | Eclair Anata ni Hibiku Yuri Anthology                   | Kadokawa Shoten |                            |
| 26/06/2017           | Kotori to Brashelle                                                                          | Eclair Blanche Anata ni Hibiku Yuri Anthology           | Kadokawa Shoten |                            |
| 15/09/2017           | Aria no Tamago                                                                               | Parfait Onee-loli Yuri Anthology                        | Ichijinsha      |                            |
| 26/01/2018           | Complex wa Owaranai                                                                          | Eclair Bleue Anata ni Hibiku Yuri Anthology             | Kadokawa Shoten |                            |
| 26/03/2018           | Shimai Yuri, Age-gap Yuri, Fantasy Yuri                                                      | Yuri Drill                                              | Kadokawa Shoten |                            |
| 29/06/2018           | Ane no Himitsu                                                                               | Parfait 2 Onee-loli Yuri Anthology                      | Ichijinsha      |                            |
| 27/09/2018           | Otome no Saezuri to Mezame                                                                   | Eclair Rouge Anata ni Hibiku Yuri Anthology             | Kadokawa Shoten |                            |
| 27/02/2019           | Ikenai to Wakatteiru kedo... na Yuri, tonari no Onee-san to nani ka suru Yuri, mirai no Yuri | Yuri Drill Nanmonhen                                    | Kadokawa Shoten |                            |
| 27/02/2019           | Dousei Yuri                                                                                  | Yuri Drill Ouyouhen                                     | Kadokawa Shoten |                            |
| 09/03/2019           | Alice Onee-san wa Shinpai desu                                                               | Vainilla Jingai X Jingai Yuri Anthology                 | Kadokawa Shoten |                            |
| 11/05/2019           | Otona no Hatsukoi                                                                            | Syrup Shakaijin Kindan X Yuri Anthology                 | Futabasha       |                            |
| 31/05/2019           | Oni-san to Gohan                                                                             | Parfait 3 Onee-loli Yuri Anthology                      | Ichijinsha      |                            |
| 08/08/2019           | Hidari no Ashikase                                                                           | Syrup Secret Kindan X Yuri Anthology                    | Futabasha       |                            |
| 12/11/2019           | Inari no Kekkon                                                                              | Syrup Night Shoya Yuri Anthology                        | Futabasha       |                            |
| 27/11/2019           | Eve no Yakusoku                                                                              | Eclair Orange Anata ni Hibiku Yuri Anthology            | Kadokawa Shoten |                            |
| 27/01/2020           | Onee-loli Yuri                                                                               | Yuri Drill Independant Research                         | Kadokawa Shoten |                            |
| 22/02/2020           | Imouto o Kau                                                                                 | Shuju Yuri Anthology Rhodanthe                          | Kadokawa Shoten |                            |
| 27/04/2020           | Homare no Hime-kun                                                                           | Syrup Night Shoya Yuri Anthology                        | Futabasha       |                            |
| 27/05/2020           | Jiyuu e no Toubou                                                                            | Strawberry Onee-loli Yuri Anthology                     | Ichijinsha      |                            |
| 11/08/2020           | Tsumugu no Mahou                                                                             | Syrup Pure Onee-loli Yuri Anthology                     | Futabasha       |                            |
| 26/10/2020           | Seitou-kai Kandan                                                                            | Oppai Yuri Anthology                                    | Kadokawa Shoten |                            |

Doujinshi
Los doujinshis desde antes del 2013, fueron omitidos por carecer de descripción.
Gouhou Yuri Fufu Hon (Libro de matrimonios yuri legales):
| Fecha de lanzamiento | Título                       | Evento      | Reimpresión                    |
| -------------------- | ---------------------------- | ----------- | ------------------------------ |
| 02/02/2014           | Gouhou Yuri Fufu Hon #1      | COMITIA107  | Colección Gouhou Yuri Fufu Hon |
| 05/05/2014           | Gouhou Yuri Fufu Hon #2      | COMITIA108  | Colección Gouhou Yuri Fufu Hon |
| 31/08/2014           | Gouhou Yuri Fufu Hon #3      | COMITIA109  | Colección Gouhou Yuri Fufu Hon |
| 28/12/2014           | Comihon de Invierno 2014     | Comiket 87  | Colección Gouhou Yuri Fufu Hon |
| 28/12/2014           | Libro distribuido gratis C87 | Comiket 87  | Colección Gouhou Yuri Fufu Hon |
| 15/11/2015           | Gouhou Yuri Fufu Hon #4      | COMITIA 114 | Colección Gouhou Yuri Fufu Hon |

### Kinjou no Yasashii Onee-san (La joven gentil del vecindario)
| Fecha de lanzamiento | Título                        | Evento      |
| -------------------- | ----------------------------- | ----------- |
| 29/12/2018           | Kinjou no Yasashii Onee-san 1 | Comiket 95  |
| 12/05/2019           | Kinjou no Yasashii Onee-san 2 | COMITIA 128 |
| 11/08/2019           | Kinjou no Yasashii Onee-san 3 | Comiket 96  |
| 30/12/2019           | Kinjou no Yasashii Onee-san 4 | Comiket 97  |
| 23/11/2020           | Kinjou no Yasashii Onee-san 5 | COMITIA 134 |

### Otros doujinshis
| Fecha de lanzamiento | Título                   | Evento      | Reimpresión                                                      |
| -------------------- | ------------------------ | ----------- | ---------------------------------------------------------------- |
| 16/08/2014           | Shuju Yuri Hon           | Comiket 86  | Cajas Chiyochan no Yomeiri                                       |
| 23/11/2014           | Haru ni furu yuki        | COMITIA 110 | Cajas Chiyochan no Yomeiri                                       |
| 01/02/2015           | Chiyo chan no yomeiri    | COMITIA 111 | Cajas Chiyochan no Yomeiri                                       |
| 05/05/2015           | Yuri Tanpen Hen          | COMITIA 112 | Copias de Haru no Minuette, Yuri Halcyon, Kami-sama no Sumu mori |
| 30/12/2017           | Comicopy Hon de invierno | Comket 93   |                                                                  |

### Antologías oficiales
| Fecha de estreno | Título                                                                                  | Editorial       |
| ---------------- | --------------------------------------------------------------------------------------- | --------------- |
| 22/03/2016       | Antología Oficial de Kuma Miko                                                          | Kadokawa Shoten |
| 12/01/2017       | Antología Oficial de Kobayashi San chi no Maid Dragon 1                                 | Futabasha       |
| 12/03/2017       | Antología Oficial de Kobayashi San chi no Maid Dragon 3                                 | Futabasha       |
| 26/05/2017       | Kiling Me! 1                                                                            | Kadokawa Shoten |
| 12/11/2018       | Antología Oficial de Uchi no Maid ga Uzasugiru!                                         | Futabasha       |
| 27/12/2018       | Cómics de Antología de Yagate Kimi ni Naru                                              | Kadokawa Shoten |
| 11/01/2019       | Edición especial de tomo 5 de Watashi ni Tenshi ga Maiorita!                            | Ichijinsha      |
| 28/06/2019       | Yuru Yuri Edición 10 Aniversario                                                        | Ichijinsha      |
| 01/05/2020       | Parodia Oficial de Kobayashi san chi no Maid Dragon (Moshimo, issho no seishun dattara) | Futabasha       |